# St George’s Cathedral (Southwark)

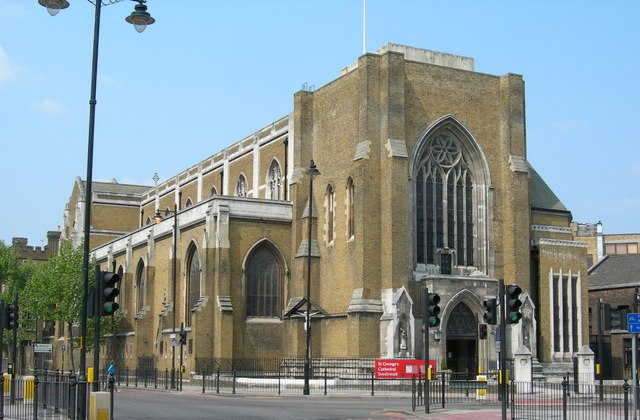
St. George’s Cathedral

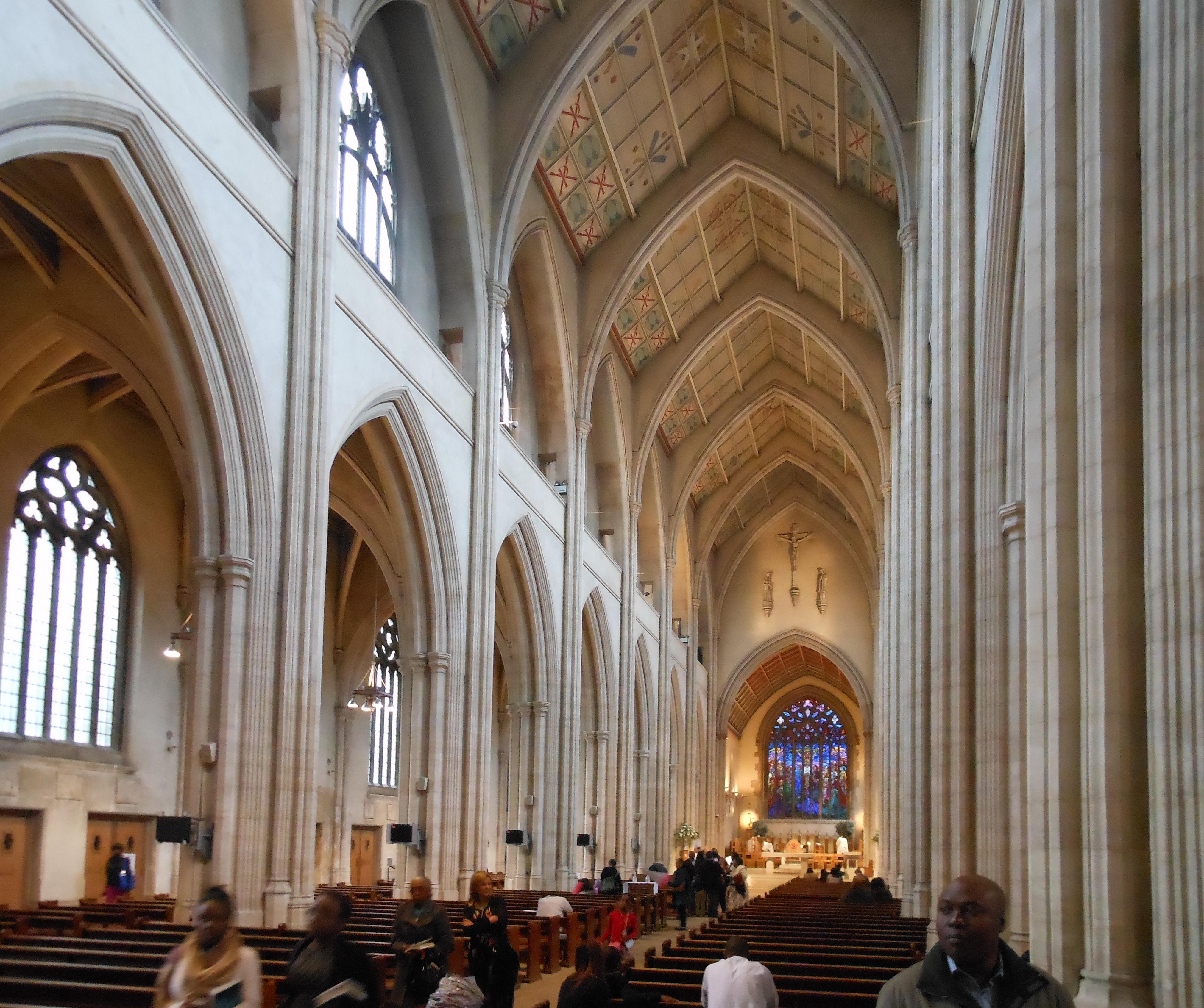
Inneres

Die St.-Georgs-Kathedrale (St. George’s Cathedral) ist die Kathedrale des römisch-katholischen Erzbistums Southwark im Londoner Borough of Southwark und die Pfarrkirche einer multiethnischen Gemeinde auf der Südseite der Themse. Sie wurde 1841–1848 nach Plänen von Augustus Pugin im neugotischen Stil erbaut. Bis zur Eröffnung der Westminster Cathedral 1903 war sie der Mittelpunkt des katholischen Lebens in London. Bei Luftangriffen der deutschen Wehrmacht wurde sie 1941 schwer beschädigt und 1953–1958 mit einigen Veränderungen wiederhergestellt.

## Geschichte und Architektur

### St. George’s Chapel
Seit dem 16. Jahrhundert war im Vereinigten Königreich der katholische Gottesdienst verboten. Auch das Königreich Irland, dessen Bevölkerung mehrheitlich katholisch blieb, war von den Repressionen betroffen. Erst Ende des 18. Jahrhunderts begann die Katholikenemanzipation, in der Folge vorangetrieben durch den Act of Union 1800 und die Zuwanderung irischer Industriearbeiter nach England im frühen 19. Jahrhundert, rechtlich abgeschlossen mit dem Catholic Emancipation Act von 1829. 1790 baute sich die katholische Gemeinde Londons an der London Road in Southwark eine bescheidene Kapelle mit dem Patrozinium des Schutzheiligen Englands St. Georg, die bald zu klein war. Der spätere Londoner Bischof James Yorke Bramston amtierte hier von 1802 bis 1823 als Gemeindepfarrer.
Für die gewachsene Gemeinde und im Blick auf die bevorstehende Wiederherstellung der katholischen Hierarchie in England (Universalis Ecclesiae 1850) begannen in den 1830er Jahren Planungen für einen repräsentativen Neubau.

### Planungen
Der renommierte Architekt Pugin erfuhr frühzeitig von dem Projekt und machte es mit großen Ambitionen zu seiner Sache. Er entwarf eine aufwendige Basilika mit Kapitelhaus, Kreuzgang und Konventsgebäuden. Der Plan überstieg jedoch die finanziellen Möglichkeiten. Aus einer neuen Ausschreibung unter vier Architekten, diesmal mit einer Kostenobergrenze von 20.000 £ für eine Kirche mit 2.500 Plätzen, ein Pfarrhaus für vier Geistliche und eine Schule für 300 Jungen und 200 Mädchen, ging Pugin mit einem reduzierten Entwurf als Sieger hervor. Neue Schwierigkeiten brachten der Erwerb des Grundstücks und die Baugenehmigung mit sich, bei der die städtischen Behörden strenge Beschränkungen anordneten. Am 26. April 1841 wurde ohne öffentliche Feierlichkeit der Grundstein gelegt, und nach mehreren Bauunterbrechungen wegen Geldmangels wurde St. George am 4. Juli 1848 in liturgischen Gebrauch genommen.

### Kathedrale

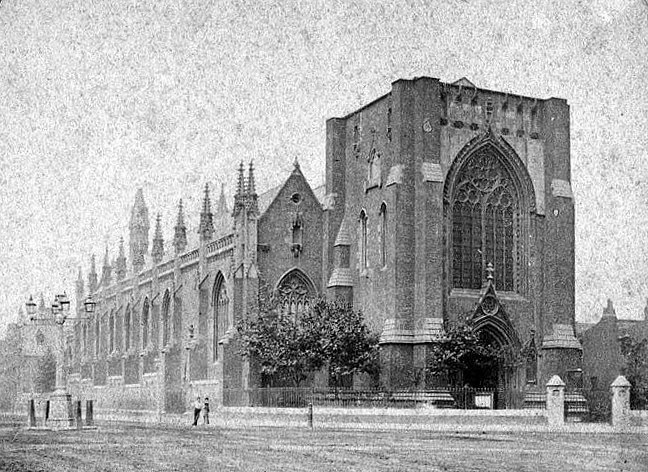
St. George in den 1850er Jahren

Pugins Basilika war 73 m lang und 23 m breit. Die Mauern des Turmunterbaus wurden 2,44 m stark ausgeführt; der geplante monumentale Turm wurde jedoch nur bis auf 19,50 m Höhe realisiert. Der gerade geschlossene Chor war verhältnismäßig kurz. Die drei Schiffe des Langhauses waren annähernd gleich hoch und einzeln mit Satteldächern gedeckt; dadurch gab es keine Obergaden.
In den folgenden Jahrzehnten entstanden verschiedene An- und Umbauten. 1889 wurde Pugins Lettner entfernt. Erst 1894 wurde die feierliche Kirchweihe begangen.
In den Wiederaufbau nach der Kriegszerstörung wurde die erhaltene Bausubstanz einbezogen. Das Mittelschiff wurde jedoch höher und die Seitenschiffe mit flachen Pultdächern ausgeführt, sodass Platz für Obergadenfenster entstand. Von der originalen Innenausstattung Pugins konnten bedeutende Teile gerettet werden, darunter das Hochaltarretabel und die Sakramentskapelle.

## Orgel
Die Orgel wurde 1958 von dem Orgelbauer J. Compton erbaut, und im Jahre 2000 von dem Orgelbauer Ellis Scothon überarbeitet und restauriert. Das Instrument hat 72 Register auf drei Manualen und Pedal. Die Spiel- und Registertrakturen sind elektropneumatisch.
| I Choir Organ C–c4 |        |
| Double Dulciana    | 16′    |
| Open Diapason      | 8′     |
| Gemshorn           | 8′     |
| Stopped Diapason   | 8′     |
| Dulciana           | 8′     |
| Vox Angelica       | 8′     |
| Principal          | 4′     |
| Stopped Flute      | 4′     |
| Dulcet             | 4′     |
| Nazard             | 2 ⁄3′  |
| Dulcet Fifteenth   | 2′     |
| Flautino           | 2′     |
| Tierce             | 1 3⁄5′ |
| Sifflöte           | 1′     |
| Acuta II           |        |
| Clarinet           | 8′     |
| Contra Posaune     | 16′    |
| Posaune            | 8′     |
| Tuba               | 8′     |
| Tuba Clarion       | 4′     |
| Tremulant          |        |

| II Great Organ C–c4 |       |
| Double Diapason     | 16′   |
| Bourdon             | 16′   |
| First Diapason      | 8′    |
| Second Diapason     | 8′    |
| Third Diapason      | 8′    |
| Hohl Flute          | 8′    |
| Stopped Diapason    | 8′    |
| Octave              | 4′    |
| Principal           | 4′    |
| Open Flute          | 4′    |
| Twelfth             | 2 ⁄3′ |
| Fifteenth           | 2′    |
| Fourniture IV       |       |
| Cymbale III         |       |
| Contra Posaune      | 16′   |
| Posaune             | 8′    |
| Clarion             | 4′    |

| III Swell Organ C–c4 |       |
| Contra Viola         | 16′   |
| Geigen Diapason      | 8′    |
| Viola da Gamba       | 8′    |
| Voix Celeste         | 8′    |
| Harmonic Flute       | 8′    |
| Geigen Octave        | 4′    |
| Viola                | 4′    |
| Harmonic Flute       | 4′    |
| Nazard               | 2 ⁄3′ |
| Fifteenth            | 2′    |
| Piccolo              | 2′    |
| Cymbale III          |       |
| Contra Hautboy       | 16′   |
| Trumpet              | 8′    |
| Hautboy              | 8′    |
| Clarion              | 4′    |
| Tremulant            |       |

| Pedal Organ C–g1 |     |
| Sub Bass         | 32′ |
| Sub Bass         | 16′ |
| Contra Bass      | 16′ |
| Open Metal       | 16′ |
| Contra Viola     | 16′ |
| Bourdon          | 16′ |
| Principal        | 8′  |
| Octave           | 8′  |
| Stopped Octave   | 8′  |
| Geigen           | 4′  |
| Octave Flute     | 4′  |
| Octavin          | 2′  |
| Mixture IV       |     |
| Harmonics        | 32′ |
| Bombarde         | 16′ |
| Posaune          | 16′ |
| Hautboy          | 16′ |
| Posaune          | 8′  |
| Clarion          | 4′  |

- Koppeln